# رقائق بطاطس
رقائق البطاطس وتعرف بإسم شيبس هي شرائح رقيقة من البطاطا التي تم قليها أو خبزها حتى تصبح مقرمشة. يتم تقديمها عادة كوجبة خفيفة أو طبق جانبي أو مقبلات. تُطهى الرقائق الأساسية وتُملح؛ يتم تصنيع الأصناف الإضافية باستخدام نكهات ومكونات مختلفة بما في ذلك الأعشاب، التوابل، الجبن والنكهات الطبيعية الأخرى والنكهات الاصطناعية والإضافات.

## تاريخ
أقدم وصفة معروفة لشيء مشابه لرقائق البطاطس اليوم موجودة في كتاب ويليام كيتشينر ذا كوكس أوراكل (The Cook's Oracle) الذي نُشر عام 1817، والذي كان من أكثر الكتب مبيعًا في المملكة المتحدة والولايات المتحدة. وصفة طبعة 1822 لـ «البطاطس المقلية في شرائح أو نشارة» تقرأ «قشر البطاطس الكبيرة... قطعها إلى نشارة دائرية، كما تفعل مع قشر الليمون؛ جففها جيدًا بقطعة قماش نظيفة، واقليها في شحم الخنزير أو يقطر». كتاب بريطاني صدر عام 1825 عن الطبخ الفرنسي يسميها "Pommes de Terre frites" (الوصفة الثانية) ويدعو إلى شرائح رقيقة من البطاطس المقلية في «زبدة مصفاة أو تقطير أوزة»، وتصفيتها ورشها بالملح. عُثِر على وصفات مبكرة لرقائق البطاطس في الولايات المتحدة في فيرجينيا هاوس وايف (Virginia House-Wife) لماري راندولف (1824) وفي إن كي إم ليز كوكس أون بوك NKM Lee's Cook's Own Book) (1832))، وكلاهما يستشهدان بكيتشنر.
تربط الأسطورة صنع رقائق البطاطس بساراتوجا سبرينغز، نيويورك، بعد عقود من أول وصفة مسجلة. بحلول أواخر القرن التاسع عشر، نُسبت نسخة شائعة من القصة الطبق إلى جورج كْرُم، وهو طباخ في مونز ليّك هاوس الذي كان يحاول إرضاء زبون غير سعيد في 24 أغسطس 1853. استمر العميل في إعادة البطاطس المقلية، واشتكى من أنها سميكة جدًا، «رطبة» جدًا، أو غير مملحة بدرجة كافية. محبطًا، يقطع كْرُم العديد من البطاطس إلى شرائح رفيعة للغاية ويقلى حتى يصبح مقرمشًا ويتبلها بملح إضافي. لدهشته، أحبهم العميل. سرعان ما أطلقوا عليها اسم «ساراتوغا تشيبس» (Saratoga Chips)، وهو الاسم الذي استمر حتى منتصف القرن العشرين. تم نشر نسخة من هذه القصة في حملة إعلانية وطنية عام 1973 من قبل شركة سانت ريجيس للورق التي صنعت عبوات للرقائق، بدعوى أن عميل كْرُم هو كورنيليوس فاندربيلت. اشتهر كْرُم بالفعل بأنه طاهٍ في ذلك الوقت، وكان يمتلك مطعمًا على ضفاف البحيرة بحلول عام 1860 أطلق عليه اسم منزل كْرُم (Crum's House). لا يزال اسم العلامة التجارية «ساراتوغا تشيبس» موجودًا حتى يومنا هذا.

## إنتاج

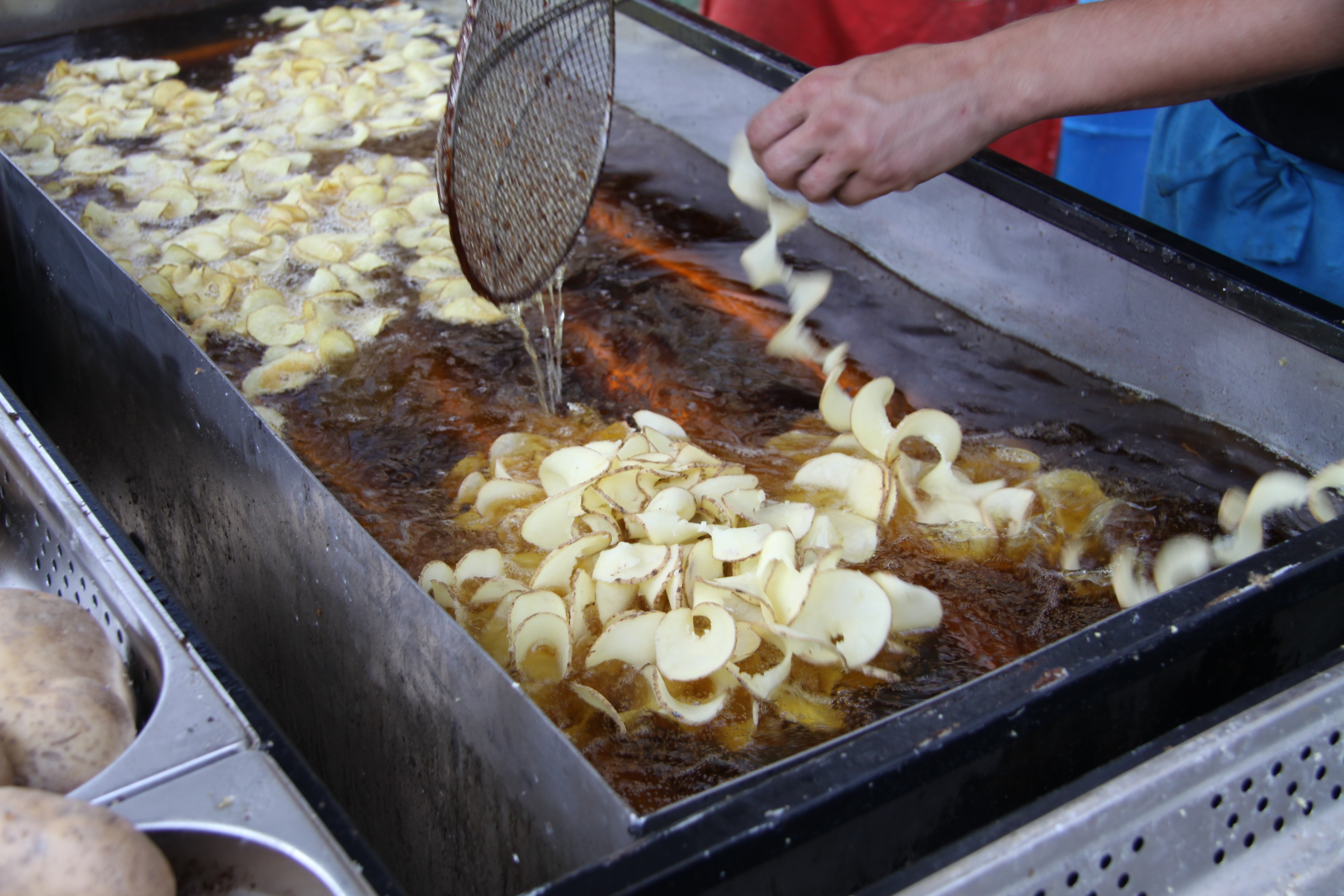
تقلى شرائح البطاطس محلية الصنع بالزيت الساخن لعدة دقائق

في القرن العشرين، انتشرت رقائق البطاطس إلى ما وراء أجرة المطاعم المطبوخة من قبل الطهاة وبدأت في الإنتاج بكميات كبيرة للاستهلاك المنزلي. تُعرف شركة مايكسيلز بوتيتو تشِب ومقرها دايتون بولاية أوهايو، والتي تأسست عام 1910، بأنها «أقدم شركة لرقائق البطاطس في الولايات المتحدة». شركة تراي-سوم بوتيتو تشِب (Tri-Sum Potato Chips) التي تتخذ من نيو إنجلاند مقراً لها، تأسست عام 1908 باسم شركة ليومنستر بوتيتو تشِب كومباني (Leominster Potato Chip Company)، في ليومنستر، ماساتشوستس، وتزعم أنها أول شركة لتصنيع رقائق البطاطس في أمريكا.

### نكهة

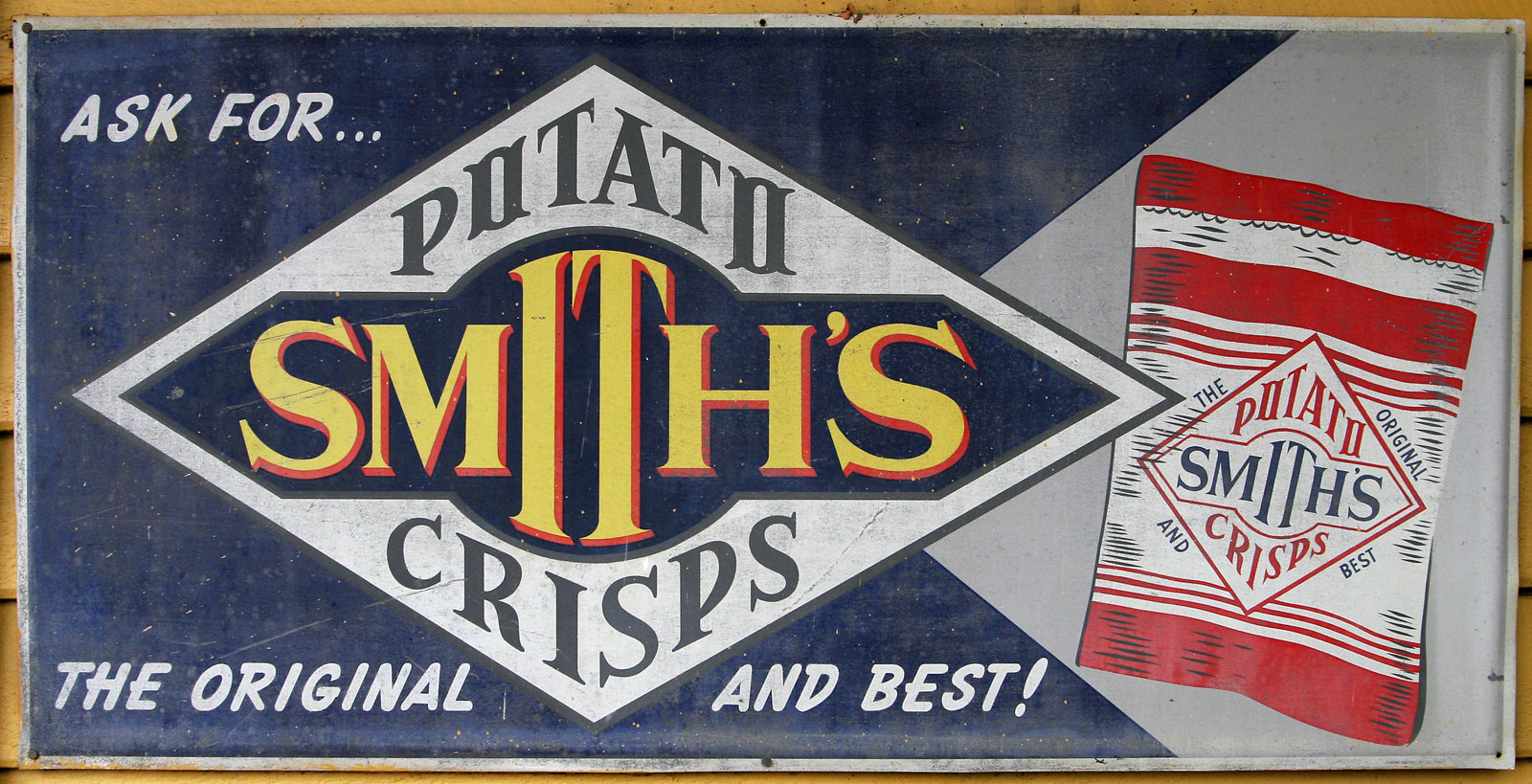
إعلان عن رقائق البطاطس سميث

في فكرة أطلقتها شركة سميثز سناك فود، التي تأسست في عام 1920، قام فرانك سميث بتعبئة ملح مع رقائقه في أكياس ورقية مقاومة للدهون، والتي تم بيعها في جميع أنحاء لندن. بقيت رقاقة البطاطس غير معتادة حتى تطور علمي مهم في الخمسينيات. بعد أن حصل عالم الكيمياء الحيوية الإنجليزيان آرتشر مارتن وريتشارد سينج على جائزة نوبل لاختراع كروماتوغرافيا التقسيم في عام 1952، بدأ علماء الأغذية في تطوير النكهات عبر كروماتوغراف الغاز. بعد بعض التجارب والأخطاء، في عام 1954، أنتج جو «سبود» مورفي، صاحب شركة تايتو الأيرلندية رقائق البطاطس، وموظفه سيموس بورك، أول رقائق متبلة في العالم: الجبن والبصل والملح والخل. سعت الشركات في جميع أنحاء العالم لشراء حقوق تقنية تايتو. أنتجت واكرز من ليستر بإنجلترا الجبن والبصل في نفس العام.
أول رقائق منكهة في الولايات المتحدة، نكهة الشواء، تم تصنيعها وبيعها بحلول عام 1954. في عام 1958، كانت هيرز أول شركة تقدم رقائق البطاطس بنكهة الشواء في ولاية بنسلفانيا.

### تعبئة وتغليف

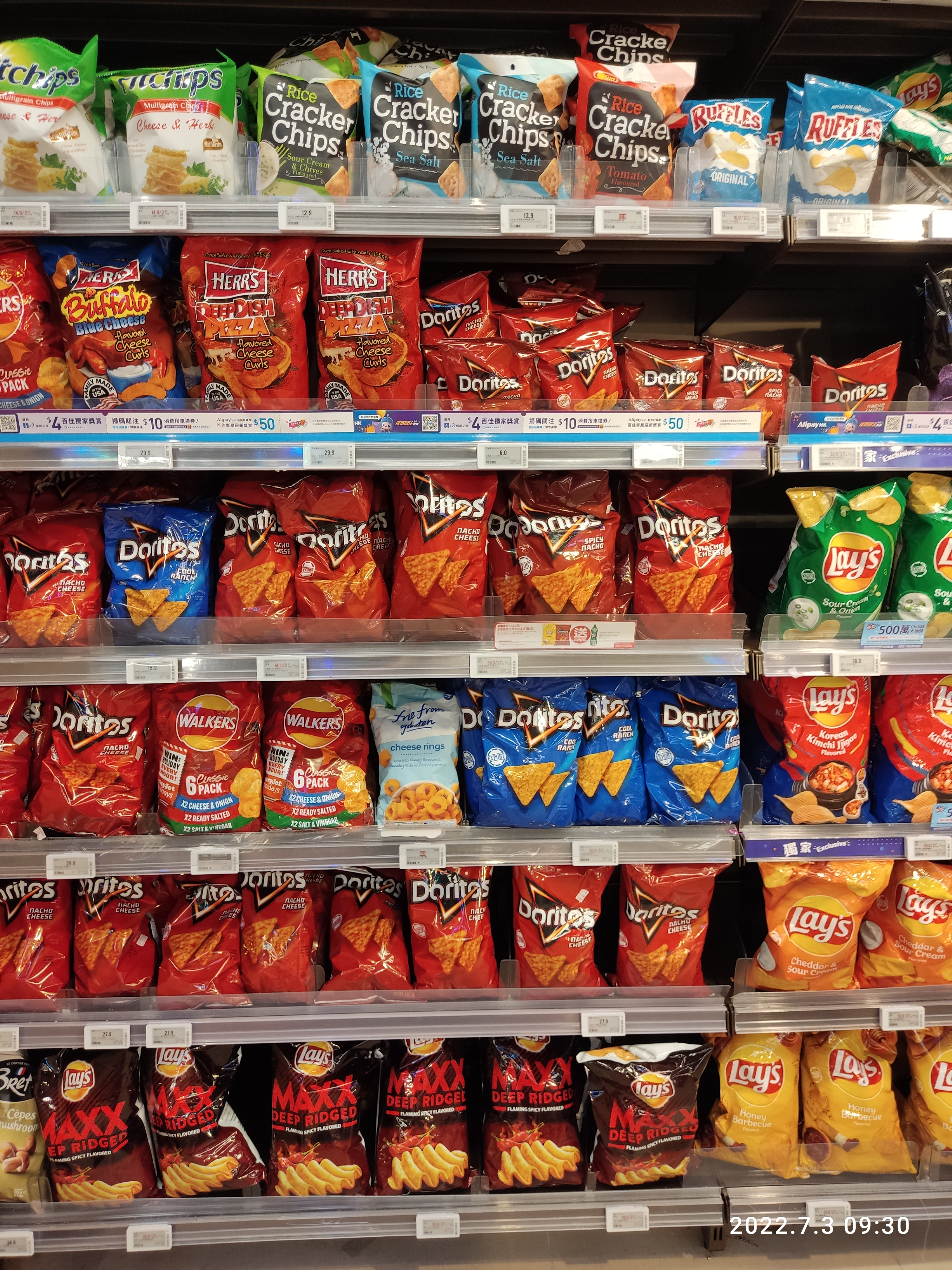
قسم لمنتجات رقائق البطاطس في الصين

كانت الرقائق التي تباع في الأسواق عادة في علب أو يتم إخراجها من صناديق زجاجية في واجهة المتجر ويتم تسليمها عن طريق الحصان والعربة. كانت أكياس رقائق البطاطس المبكرة عبارة عن ورق شمعي مع نهايات مكوية أو مدبسة معًا. في البداية، كانت رقائق البطاطس تُعبَّأ في براميل أو علب، مما ترك الرقائق في قاعها بالية ومفتتة.
في العشرينيات من القرن الماضي، بدأت لورا سكودر، رائدة الأعمال في مونتيري بارك، كاليفورنيا، في جعل عمالها يأخذون صفائح من ورق الشمع إلى المنزل ليتم تسويتها على شكل أكياس، والتي كانت مملوءة بالرقائق في مصنعها اليوم المقبل. هذه الطريقة الرائدة قللت من التفتت وتحافظ على الرقائق طازجة ونضرة لفترة أطول. هذا الابتكار، إلى جانب اختراع السيلوفان، سمح لرقائق البطاطس بأن تصبح منتجًا في السوق الشامل. اليوم، يتم تعبئة الرقائق في أكياس بلاستيكية، مع نفخ غاز النيتروجين قبل الختم لإطالة العمر الافتراضي، وتوفير الحماية ضد التكسير.

### رقائق البطاطس المطبوخة

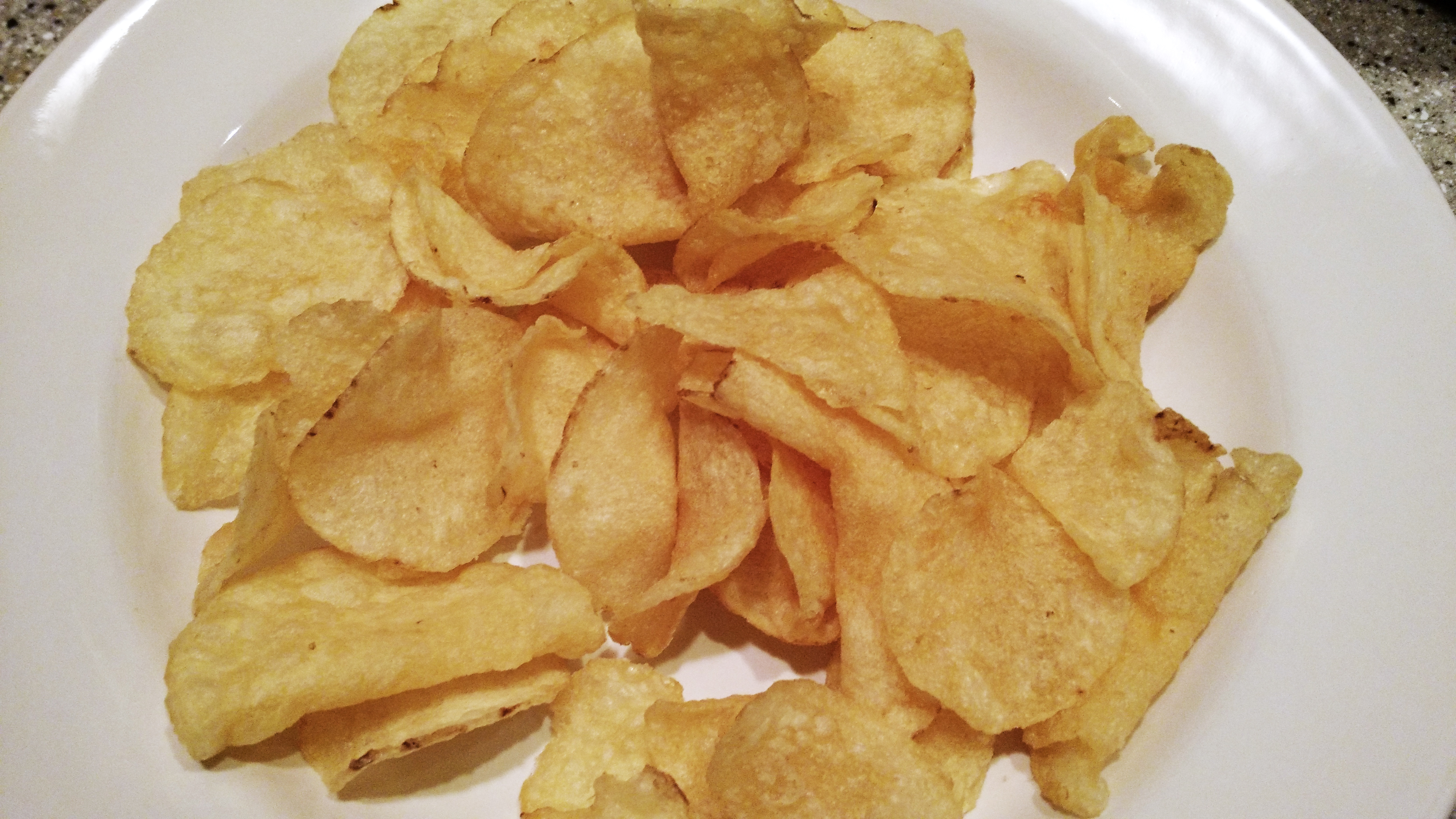
رقائق كيتل مطبوخة

تم تصنيع الرقائق لفترة طويلة في عملية دفعية، حيث يتم شطف شرائح البطاطس بالماء البارد لتحرير النشا، مقلي على درجة حرارة منخفضة تبلغ 300 °ف (150 °م)، ويتم تجريفها باستمرار لمنعها من الالتصاق ببعضها البعض.
أدت التطورات الصناعية إلى التحول إلى الإنتاج من خلال عملية مستمرة، وتشغيل الرقائق من خلال وعاء من الزيت الساخن وتجفيفها في عملية النقل.
استمر بعض صغار المنتجين في استخدام عملية دفعية، لا سيما في ماوي. في عام 1980، مستوحى من ماوي تشيبس، بدأ رجل أعمال كيب كود بوتيتو تشيبس لإنتاج رقائق بطاطس «هاواي على طريقة هاواي» السميكة المطبوخة على دفعات، والتي أصبحت تُعرف باسم رقائق البطاطس (الولايات المتحدة) أو رقائق البطاطس المطبوخة يدويًا (المملكة المتحدة) وأصبح عنصرًا متميزًا «للذواقة». تكون رقائق الغلاية أكثر سمكًا ولا يتم شطف النشا السطحي، مما ينتج عنه نمط من الرقائق يسمى «العضة الصلبة».

## التسمية

نسخة بنغلاديشية من رقائق البطاطس، تُسوَّق باسم "بوتيتو كراكرز"

يوجد القليل من الاتساق في العالم الناطق باللغة الإنجليزية لاسم هذا الطعام. تستخدم اللغة الإنجليزية في أمريكا الشمالية «تشيبس»، على الرغم من أن الكنديين قد يطلقون أيضًا على البطاطس المقلية، وخاصة السميكة منها، «تشيبس» أيضًا. يمكن استخدام «كريسبس» لشرائح رقيقة مقلية مصنوعة من معجون البطاطس. مثال على هذا النوع من الوجبات الخفيفة هو برينجلز، الذي يختار تسويق منتجاته على أنه «بوتيتو كريسبس» حتى في الولايات المتحدة.
في المملكة المتحدة وأيرلندا، «كريسبس» هي رقائق البطاطس التي تؤكل في درجة حرارة الغرفة، بينما «تشيبس» تقال للبطاطس المقلية (كما في سمك وبطاطس") وتقدم ساخنة. في أستراليا، بعض أجزاء من جنوب إفريقيا، ونيوزيلندا، والهند، وجزر الهند الغربية، وخاصة في باربادوس، يُعرف كلا الشكلين من منتجات البطاطس ببساطة باسم «تشيبس»، كما هو الحال بالنسبة للصنف الأكبر "ذو الطراز المنزلي". في بنغلاديش، تُعرف عمومًا باسم "تشيب" أو «تشيبس»، وفي قليل من الأحيان تُعرف باسم «كريسبس»، وتُعرف محليًا باسم ألو باهجا (alu bhaja) (لتشابهها مع طبق البطاطس المقلية، باهجي bhajji).

## مخاوف صحية ( الاضرار الصحية )
تحتوي معظم رقائق البطاطس على مستويات عالية من الصوديوم من الملح. وقد تم ربط هذا بمشكلات صحية مثل ارتفاع ضغط الدم. ومع ذلك، لاحظ باحثون في جامعة كوين ماري بلندن عام 2004 أن «كيس رقائق البطاطس المملح الجاهز» صغير يحتوي على ملح أقل من حصة العديد من حبوب الإفطار، بما في ذلك «كل ماركة من رقائق الذرة معروضة للبيع في المملكة المتحدة».
استجابت بعض شركات رقائق البطاطس للمخاوف طويلة الأمد من خلال الاستثمار في البحث والتطوير لتعديل الوصفات الحالية وإنشاء منتجات واعية بالصحة. تظهر أبحاث شركة بيبسيكو أن حوالي 80٪ من الملح الموجود على الرقائق لا يشعر به اللسان قبل ابتلاعه. أنفقت فريتو-لاي 414 مليون دولار في عام 2009 على تطوير المنتجات، بما في ذلك تطوير بلورات الملح التي من شأنها أن تقلل محتوى الملح في رقائق البطاطس ليز دون التأثير سلبًا على النكهة.
تتوفر الرقائق غير المملحة، على سبيل المثال العلامة التجارية البريطانية طويلة الأمد سالت 'ان' شيّك، والتي لا تكون رقائقها متبلة، ولكنها بدلاً من ذلك تحتوي على كيس ملح صغير في الكيس للتتبيل حسب الرغبة. تقدم العديد من العلامات التجارية الشهيرة الأخرى في الولايات المتحدة، مثل فريتو-لاي، مثل هذا المنتج أيضًا.
هناك قلق صحي آخر محتمل متعلق برقائق البطاطس وهو مادة الأكريلاميد، التي يتم إنتاجها عند قلي البطاطس أو خبزها في درجات حرارة عالية. تشير الدراسات إلى أن حيوانات المختبر المعرضة لمستويات عالية من مادة الأكريلاميد تصاب بالسرطان؛ ومع ذلك، فمن غير الواضح حاليًا ما إذا كانت هناك مخاطر مماثلة موجودة لدى البشر. في أغسطس 2008، أعلن المدعي العام لولاية كاليفورنيا، جيري براون، عن تسوية مع فريتو لاي، وكيتل فودز، ولانس إنك، صانعي كيب كود بوتيتو تشيب، لانتهاكهم قانون الولاية لمياه الشرب الآمنة والسموم. وكانت الولاية قد زعمت في عام 2005 أن رقائق البطاطس من هذه الشركات فشلت في توثيق احتوائها على مستويات عالية من مادة الأكريلاميد، والتي أدرجتها كاليفورنيا منذ التسعينيات على أنها مادة مسرطنة. دفعت هذه الشركات غرامات ووافقت على خفض مستويات مادة الأكريلاميد لتكون أقل من 275 جزءًا في المليار. يحاول العديد من مصنعي رقائق البطاطس إزالة الرقائق المحترقة وبالتالي الغنية بالأكريلاميد قبل عملية التغليف. تستخدم الماسحات الضوئية الكبيرة للتخلص من الرقائق الأكثر تضررًا بالحرارة.

## أطعمة مماثلة

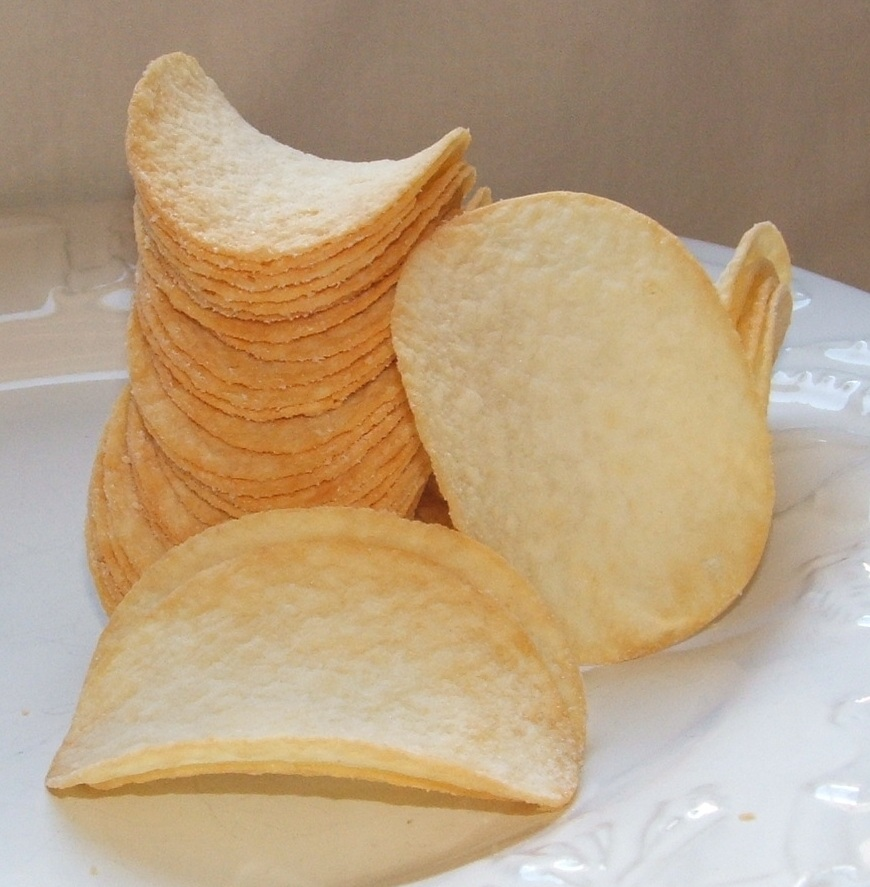
رقائق البطاطس من برينجلز موحدة في الحجم والشكل، مما يسمح لها بالتكديس.

نوع آخر من رقائق البطاطس، ولا سيما علامتي برينجلز ولايز ستاكس، يُصنع عن طريق البثق أو الضغط على عجينة مصنوعة من دقيق البطاطس المجفف إلى الشكل المطلوب قبل القلي. هذا يجعل الرقائق متجانسة الحجم والشكل، مما يسمح بتكديسها وتعبئتها في كرتون صلب أو عبوات بلاستيكية. يُصنَّف برينجلز رسميًا على أنه «كريسبس» في الولايات المتحدة. قد يطلق على برينجلز «تشيبس» في بريطانيا، لتمييزها عن «الكريسبس» التقليدية. منتشوز، وهي علامة تجارية أخرى تستخدم مصطلح «كريسبس»، بها جيوب هوائية عميقة في الرقائق تعطيها شكلاً منحنيًا، على الرغم من أن الرقائق نفسها تشبه رقائق البطاطس العادية.
يوجد نوع إضافي آخر من رقائق البطاطس على شكل «أصابع البطاطس»، وتسمى أيضًا «بطاطس صغيرة الحجم». هذه مصنوعة من رقيقة للغاية (2 إلى 3 مم) من البطاطس المقلية الشعبية ولكن يتم قليها بطريقة رقائق البطاطس المملحة العادية. وهناك نسخة بنكهة الهيكوري المدخن مشهورة في كندا، وتشتهر آلة البيع باسم «عيدان هيكوري». عادة ما يتم تعبئة أعواد البطاطس في عبوات صلبة، على الرغم من أن بعض الشركات المصنعة تستخدم أكياسًا مرنة، تشبه أكياس رقائق البطاطس. كانت أصابع البطاطس معبأة في الأصل في علب فولاذية محكمة الإغلاق.
قامت بعض الشركات أيضًا بتسويق رقائق البطاطس المخبوزة كبديل يحتوي على نسبة منخفضة من الدهون. بالإضافة إلى ذلك، تم تصنيع بعض أنواع الرقائق الخالية من الدهون باستخدام بدائل دهنية اصطناعية وغير قابلة للهضم. أصبحت هذه معروفة جيدًا في وسائل الإعلام عندما تم ربط أحد المكونات الموجودة في كثير من الأحيان، أولستيرا، في بعض الأفراد بعدم الراحة في البطن والبراز الرخو.
تؤكل رقائق البطاطا الحلوة في كوريا ونيوزيلندا واليابان. يتوفر الجزر الأبيض والشمندر والجزر في المملكة المتحدة. الهند مشهورة[بحاجة لمصدر] بالنسبة لعدد كبير من «متاجر الرقائق» المحلية، لا تبيع رقائق البطاطس فحسب، بل تبيع أيضًا أنواعًا أخرى مثل رقائق الموز ورقائق التابيوكا ورقائق اليام وحتى رقائق الجزر. تُباع رقائق الموز، المعروفة أيضًا باسم تشيفلز. أو توستونيس، أيضًا في نصف الكرة الغربي من كندا إلى تشيلي. في الفلبين، يمكن العثور على رقائق الموز المُباعة في المتاجر المحلية. في كينيا، تُصنع الرقائق من نبات الأروروت والكسافا. في المملكة المتحدة والسويد وفنلندا وأستراليا، تم إطلاق مجموعة متنوعة جديدة من برينجلز المصنوعة من الأرز وتسويقها على أنها تحتوي على دهون أقل من نظيراتها من البطاطس.